# 979

979(구백칠십구)는 978보다 크고 980보다 작은 자연수다.

## 수학
- 합성수로, 그 약수는 1, 11, 89, 979다. 진약수의 합은 101이므로, 979는 부족수다.
  - 293번째 반소수다. 앞의 반소수는 974, 다음 반소수는 982이다.
- 회문수다.
- {\displaystyle 979=276+325+378}
  - 연속하는 세 육각수의 합으로 나타낼 수 있는 가장 큰 세 자리 수다. 이 성질을 지닌 앞의 수는 832, 다음 수는 1138이다.
- {\displaystyle 979=1^{4}+2^{4}+3^{4}+4^{4}+5^{4}}
  - 5 이하의 모든 자연수의 네제곱합으로, 연속하는 자연수 5개의 네제곱합으로 나타낼 수 있는 가장 작은 수다. 이 성질을 지닌 다음 수는 2274다.
- {\displaystyle 34^{4}-1}은 979로 나누어떨어진다.

## 과학
- NGC 979(영어판): 에리다누스자리 방향에 있는 렌즈형은하.

## 교통
- 979번 홋카이도도(일본어판)

## 군사
- U-979(영어판, 독일어판): 제2차 세계 대전에 사용된 나치 독일의 군용 잠수함.

## 문화유산
- 대한민국의 보물 제979호: 공주 서혈사지 석조여래좌상

## 방송
- B tv의 IB 스포츠 채널 번호.
- B tv 케이블의 tvN 스포츠 채널 번호.

## 기타
- 연도: 979년, 기원전 979년